# أندريه بيكر
أندريه بيكر (بالألمانية: André Becker)‏ هو لاعب كرة قدم برازيلي وألماني، ولد في 26 يوليو 1996 في ريسيفي في البرازيل.

## وصلات خارجية
- أندريه بيكر على موقع قاعدة بيانات كرة القدم.إي يو (الإنجليزية)
- أندريه بيكر على موقع بيانات كرة القدم. دي إي (الألمانية)
- أندريه بيكر على موقع Soccerbase.com (لاعب) (الإنجليزية)
- أندريه بيكر على موقع Soccerway.com (الإنجليزية)
- أندريه بيكر على موقع عالم كرة القدم.نت (الإنجليزية)